# Mastrus mucronatus
Mastrus mucronatus är en stekelart som först beskrevs av Léon Abel Provancher 1886.  Mastrus mucronatus ingår i släktet Mastrus och familjen brokparasitsteklar. Inga underarter finns listade i Catalogue of Life.